# Hjortekalven
Hjortekalven (orig. The Yearling) er en amerikansk film fra 1946 instrueret af Clarence Brown.
Filmen blev vandt to Oscars.

## Medvirkende
- Gregory Peck – Ezra "Penny" Baxter
- Jane Wyman – Ora Baxter
- Claude Jarman Jr. – Jody